# 신경택
신경택(1969년 1월 15일 ~ )은 대한민국의 성우이다. 1993년 대전 MBC 특채 성우 활동하다가, 1995년 EBS에 입사했으며, 현재는 EBS 14기이다. 교육방송 성우극회 소속.

## 주요 출연작품

### 애니메이션
- 그리스 로마 신화 전설의 수호자들 (EBS) - 사냥꾼
- 생쥐의 세계여행 (EBS) - 앤워
- 세계명작동화 (EBS) - '백설공주와 일곱 난쟁이'편 / '포카혼타스'편
- 신나는 고양이 식당 (EBS) - 대포선장 / 시장
- 아기호랑이 호비 (EBS) - 채스
- 아기 비버의 옛날 이야기 (EBS)
- 참 바쁜 세상 (EBS)
- 트위니스 (EBS) - 두들스
- 소년탐정 솔비 (EBS
- 신나는 동물나라 (EBS)
- 마지막 공룡 덴버 (EBS)

### 방송
- EBS 탑뮤직 스타 (EBS)
- 하나뿐인 지구 (EBS)
- EBS 생방송 선생님 질문있어요!
- EBS 어린이날 특집
- SBS 2000 슈퍼보이스 선발대회 (SBS)
- 질병과 치료 (방송대학TV)
- EBS 공사개국 특집방송
- 시사다큐 CD룸 인터넷 유아 프로그램 다수

### 게임
- 레인보우 식스

### 기타
- EBS 스팟광고 다수
- 삼성 SDL 이벤트
- 에버렌드 3D 음향
- 삼성 영상사업단 기획프로 다수
- 삼성카드 사내방송
- 삼성전기 사내방송
- 삼성생명 사내방송
- 윤선생 영어사 사내방송
- 휴렛펙커드 2000년 신모델 발표
- 우리들의 이야기 극장
- 2000년 수학능력평가 언어영역 및 듣기평가 출제 녹음